# Saulius Štombergas
Saulius Štombergas (Klaipėda, 14 dicembre 1973) è un ex cestista e allenatore di pallacanestro lituano.

## Carriera
Con la Lituania ha disputato tre edizioni dei Giochi olimpici (Atlanta 1996, Sydney 2000, Atene 2004), i Campionati mondiali del 1998 e cinque edizioni dei Campionati europei (1995, 1997, 1999, 2001, 2003).

## Palmarès

### Giocatore
- Campionato lituano: 3

Žalgiris Kaunas: 1997-98, 1998-99, 2002-03
- Campionato turco: 1

Efes Pilsen: 2001-02
- Coppa di Turchia: 2

Efes Pilsen: 2001-02
Ülkerspor: 2004-05
- Eurocoppa: 1

Žalgiris Kaunas: 1997-98
- Coppa dei Campioni: 1

Žalgiris Kaunas: 1998-99
- FIBA Europe League: 1

UNICS Kazan': 2003-04
- Lega Nord Europea NEBL: 1

Žalgiris Kaunas: 1999